# Argia gaumeri
Argia gaumeri är en trollsländeart som beskrevs av Philip Powell Calvert 1907. Argia gaumeri ingår i släktet Argia och familjen dammflicksländor. Inga underarter finns listade i Catalogue of Life.